# Drammen
Drammen là thành phố cảng ở phía nam Na Uy, thành phố này tọa lạc ở khu vực sông Drammenselva chảy và Drammensfjord (Drammens Fjord), cách Oslo 47 km. Đây là thủ phủ của hạt Buskerud. Drammen nằm ở khu vực giao cắt của các tuyến đường sắt và đóng vai trò là trung tâm xuất khẩu lâm sản cho các khu vực lân cận. Thành phố này cũng là cảng nhập hoa quả và xe hơi cho Na Uy.
Drammen được lập thành một municipality ngày 1 tháng 1 năm 1838 (xem formannskapsdistrikt). Municipality nông thôn Skoger đã được sáp nhập với Drammen ngày 1 tháng 1 năm 1964. (và từ đó chuyển từ hạt Vestfold sang hạt Buskerud.)
Drammen nằm ở cuối một thung lũng, tọa lạc hai bên bờ sông Drammenselva.

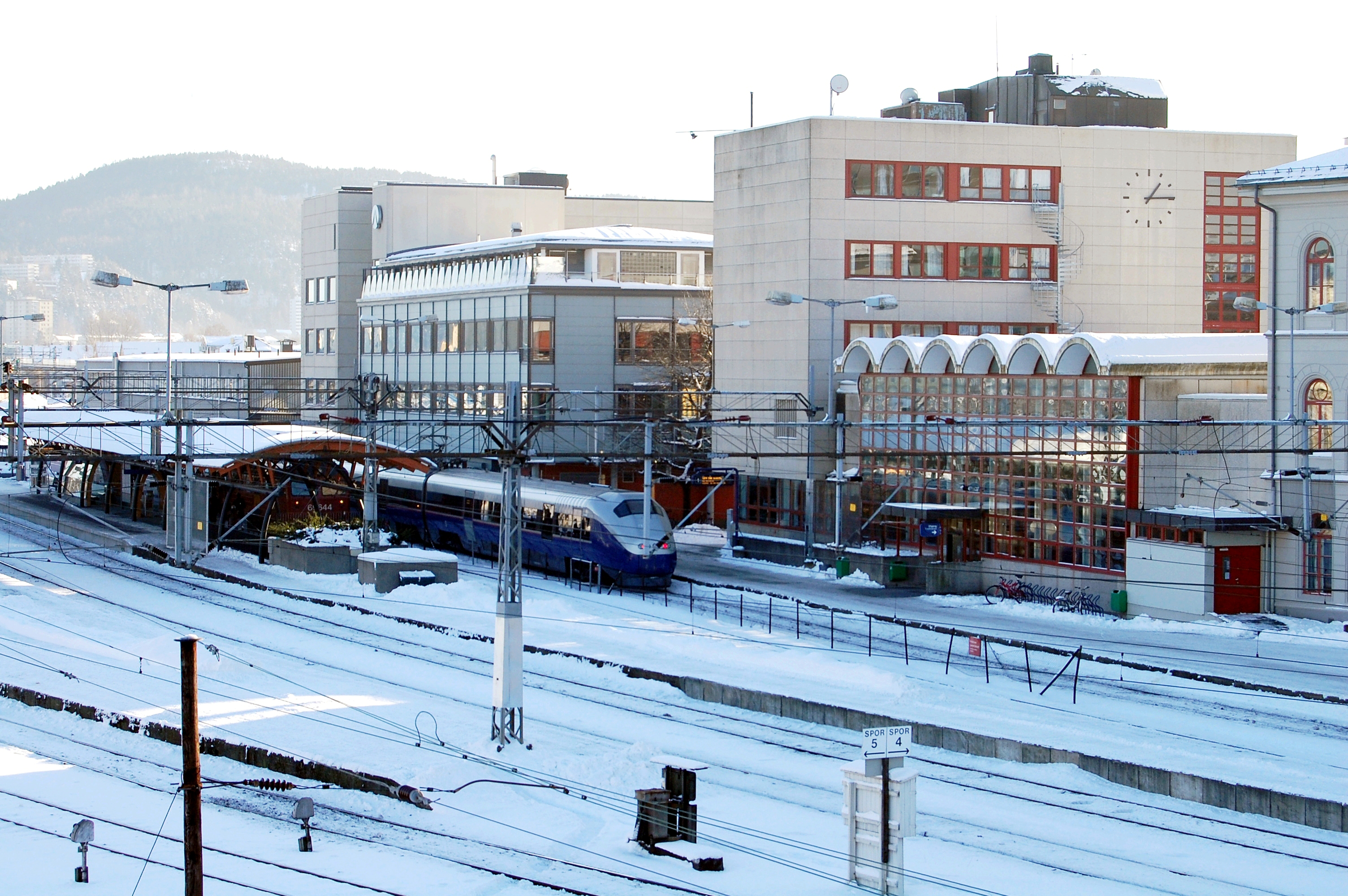
Nhà ga xe lửa ở Drammen.

Dân số khu vực đô thị của Drammen là 93.006. Drammen là khu vực đô thị lớn thứ 6 ở Na Uy, nằm trên lãnh thổ của 5 municipality: Drammen (khoảng 61% dân số), Nedre Eiker (23%), Øvre Eiker (8%), Lier (5%) and Røyken (3%).
Các phường của Drammen là Austad/Fjell, Bragernes, Gulskogen, Konnerud, Skoger, Strømsø/Danvik, Tangen/Åskollen và Åssiden.
Khu vực Øvre Sund nằm dọc theo có các công trình độc đáo thế kỷ 18 và 19 là một khu vực đặc trưng của Drammen.